# NGC 3550
NGC 3550 este o interacțiune de galaxii situată în constelația Ursa Mare. A fost descoperită în 11 aprilie 1785 de către William Herschel. Se află la o distanță de 150 de megaparseci de Pământ.